# Triển lãm Thiết kế Thế giới 1989
Triển lãm Thiết kế Thế giới 1989 (世界デザイン博覧会 Sekai Dezain Hakurankai), viết tắt là "Design-Haku", là sự kiện được tổ chức tại Trung tâm Hội nghị Nagoya từ ngày 15 tháng 7 đến ngày 26 tháng 11 năm 1989. Sự kiện này do Tổ chức Thiết kế Thế giới tổ chức. Các địa điểm khác bao gồm Lâu đài Nagoya và Cảng Nagoya.

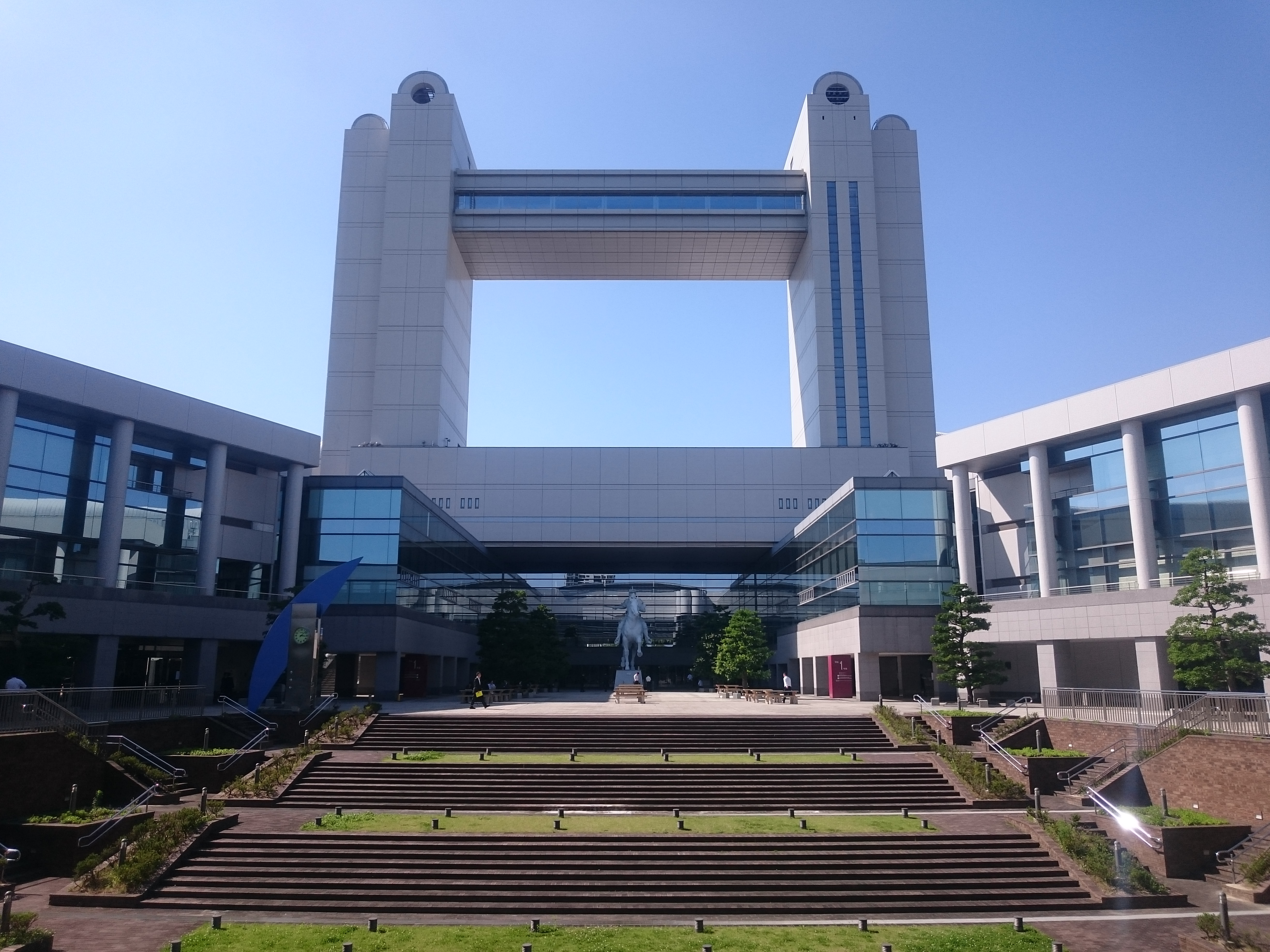
Trung tâm Hội nghị Nagoya là nơi tổ chức triển lãm này.

Sự kiện này đã thu hút hơn 15 triệu người tham quan. Hội nghị của tổ chức chủ nhà cũng được tổ chức tại đây trong cùng năm.
Sau triển lãm, Trung tâm Thiết kế Quốc tế Nagoya được thành lập vào năm 1992 và mở cửa vào năm 1996.

## Gian triển lãm
Địa điểm Shirotori
- Gian chủ đề
- Bảo tàng Trắng - Fuji Baking,Chunichi Shimbun và Tokai-TV cùng chia sẻ không gian công trình.
- Gian NTT Challenge
- Rạp chiếu phim Hikari - Điện lực Chubu.
- Gian Mitsui&Toshiba
- Gian Matsushita
- Gian Hành tinh Thứ Ba - Tập đoàn Morimura.
- Gian NEC C&C
- Gian Sumitomo
- Gian Tương lai Mitsubishi
- Gian Tập đoàn Toyota
- Thế giới Kỳ ảo Toho Gas
- Gian Nội thất - Karimoku và Sangetsu cùng chia sẻ không gian công trình.
- Rạp chiếu phim 3DCG Gian Fujitsu
- Gian Tập đoàn Hitachi
- Gian Meitec&Chunichi Shimbun&CBC
- Gian Thế kỷ 21 Aichi
- Yume Shugo Σ21
- Gian Triển lãm Ovarseas
- Sân khấu Shirotori

Địa điểm Lâu đài Nagoya
- Cung điện Nước Kỳ ảo - Tập đoàn Meitetsu.
- Lâu đài Gaudi
- Gian Nhà máy Sáng tạo Ngân hàng Tokai
- Gian Thành phố Karakuri Wonder Land Nagoya
- Gian Chubu no Takumi
- Gian Thiết kế Pachinko Pachislot Omoshiro
- Sân khấu Rinnai Honmaru

Địa điểm Cảng Nagoya
- Gian Tập đoàn Uny
- Gian Thành phố Tokimeki - Ngân hàng Aichi và Ngân hàng Chukyo cùng chia sẻ không gian công trình.
- Ga Tuyến JR Tokai
- Quảng trường Los Angeles Gian Nippon Sharyo
- Gian Thiết kế Đấu trường Mắt Asahi & Menicon
- Phòng trưng bày Cảng
- Sân khấu Cảng